# Ulotrichales
Ordre
Les Ulotrichales sont un ordre d’algues vertes appartenant à la classe des Ulvophyceae. 

## Liste des familles
Selon AlgaeBase (21 juillet 2017) :
- famille des Collinsiellaceae Chihara
- famille des Gayraliaceae K.L.Vinogradova
- famille des Gloeotilaceae Ettl & Gärtner
- famille des Gomontiaceae De Toni
- famille des Kraftionemaceae Wetherbee & Verbruggen
- famille des Monostromataceae Kunieda
- famille des Ulotrichaceae Kützing

Selon ITIS (21 juillet 2017) :
- famille des Gayraliaceae
- famille des Gloeotilaceae
- famille des Gomontiaceae
- famille des Ulotrichaceae

Selon World Register of Marine Species (21 juillet 2017) :
- famille des Borodinellaceae
- famille des Collinsiellaceae
- famille des Gloeotilaceae
- famille des Gomontiaceae
- famille des Ulotrichaceae